# 中央日本土地建物グループ
中央日本土地建物グループ株式会社（ちゅうおうにほんとちたてものグループ、英: Chuo-Nittochi Group Co., Ltd.）は、東京都千代田区霞が関に本社を置く、第一勧銀グループ（みずほ銀行系列）の不動産会社グループの持株会社である。

## 概要
2020年4月1日、旧日本勧業銀行（現在のみずほ銀行）系の日本土地建物株式会社、並びに旧第一銀行（現在のみずほ銀行）系の中央不動産株式会社の共同株式移転により発足した。
2021年4月1日には、当社子会社を事業別（「都市開発・分譲・賃貸」、「仲介・鑑定・CRE戦略支援」、「ビル管理」、「アセットマネジメント」、「建築請負」、「ゴルフ場運営」）に再編。その一環として、子会社の日本土地建物と中央不動産が合併し、中央日本土地建物となった。

## 沿革
- 2019年（平成31年/令和元年）
  - 3月28日 - 日本土地建物と中央不動産の間で経営統合に関する基本合意書を締結[3]。
  - 10月25日 - 両社間において経営統合契約書を締結[4]。
- 2020年（令和2年）4月1日 - 中央日本土地建物グループ株式会社が発足[2]。
- 2021年（令和3年）4月1日 - グループ内の各事業を機能別に集約する組織再編を実施[5]。

## グループ会社
- 中央日本土地建物株式会社 - 日本土地建物を存続会社として中央不動産と合併し、商号変更[6]。
- 中央日土地ソリューションズ株式会社 - 日本土地建物販売を存続会社として、日本土地建物の不動産ソリューション事業と中央不動産の営業部門を合併し、商号変更[6]。
- 中央日土地ビルマネジメント株式会社 - 日土地ビルサービスを存続会社として、中央ビルマネジメント株式会社と合併し、商号変更[6]。
- 中央日土地アセットマネジメント株式会社 - 日土地アセットマネジメントから商号変更[6]。
- 中央日土地ファシリティーズ株式会社 - 日土地建設を存続会社として、中央ビルテクノ株式会社と合併し、商号変更[6]。
- 株式会社レイクウッドコーポレーション[6]